# Helge Breckwoldt
Helge Johan Anthon Damm Breckvoldt (født 22. september 1903 på Frederiksberg) var en dansk sølv- og guldsmed og atlet som var medlem af IF Sparta. Han vandt sølv ved de danske mesterskaber på 10.000 meter 1925.
Helge Damm Breckvoldt var sølv- og guldsmed i København 1952-1973 og han var søn af Sofus M. Breckvoldt og Helga Damm. Helge's far var også atlet og løb for IF Sparta, ligesom hans søster Eli Damm Breckvoldt, som var én af de første kvinder, der stillede op til løb. Familien var vegetarer og Sofus M. Breckvoldt fik tilnavnet Bananen, da han i 1908 løb om kap med en kødspiser, der fik tilnavnet Bøffen. 
Slægten Breckvoldt stammer fra Tyskland og kan føre sin historie helt tilbage til 1356. Hans mor var født i Nederlandene.

## Danske mesterskaber
- Sølv 1925 10.000 meter 34,58,0